# 塔拉凯斯瓦尔
塔拉凯斯瓦尔（Tarakeswar），是印度西孟加拉邦Hugli县的一个城镇。总人口28178（2001年）。

## 人口
该地2001年总人口28178人，其中男性14986人，女性13192人；0—6岁人口2908人，其中男1484人，女1424人；识字率72.17%，其中男性为77.95%，女性为65.60%。